# Дунга
Ка́рлос Каета́ну Бледорн Веррі (порт. Carlos Caetano Bledorn Verri), відоміший як Дунга (порт. Dunga, нар. 31 жовтня 1963, Іжуї) — бразильський футболіст, півзахисник. По завершенні ігрової кар'єри — тренер.

## Клубна кар'єра
У дорослому футболі дебютував 1982 року виступами за «Інтернасьйонал», в якому провів три сезони, взявши участь лише у 10 матчах чемпіонату.
Згодом по сезону грав у складі «Корінтіанса», «Сантуса», «Васко да Гами» та «Пізи». Разом з італійським клубом виборов титул володаря Кубка Мітропи.
Своєю грою за останню команду привернув увагу представників тренерського штабу клубу «Фіорентини», до складу якої приєднався влітку 1988 року. Відіграв за «фіалок» наступні чотири сезони своєї ігрової кар'єри. Більшість часу, проведеного у складі «Фіорентини», був основним гравцем команди.
Протягом 1992–1998 років захищав кольори «Пескари», «Штутгарта» та японського клубу «Джубіло Івата».
Завершив професійну ігрову кар'єру в «Інтернасьйоналі», у складі якого розпочинав свою ігрову кар'єру. Дунга прийшов до команди 1999 року, захищав її кольори до припинення виступів на професійному рівні у 2000 році.

## Виступи за збірні
З 1983 по 1986 рік захищав кольори олімпійської збірної Бразилії. У складі цієї команди провів 20 матчів, забив 4 голи. У складі збірної був учасником футбольного турніру на Олімпійських іграх 1984 року у Лос-Анджелесі, ставши срібним призером.
1987 року дебютував в офіційних матчах у складі національної збірної Бразилії.
У складі збірної був учасником розіграшу Кубка Америки 1987 року в Аргентині, домашнього розіграшу Кубка Америки 1989 року, здобувши того року титул континентального чемпіона, чемпіонату світу 1990 року в Італії, чемпіонату світу 1994 року у США, здобувши того року титул чемпіона світу, забивши при цьому вирішальний пенальті в після матчевій серії, розіграшу Кубка Америки 1995 року в Уругваї, де разом з командою здобув «срібло», розіграшу Кубка Конфедерацій 1997 року у Саудівській Аравії, здобувши того року титул переможця турніру, розіграшу Кубка Америки 1997 року у Болівії, здобувши того року титул континентального чемпіона, чемпіонату світу 1998 року у Франції, де разом з командою здобув «срібло»,
Протягом кар'єри у національній команді, яка тривала 12 років, провів у формі головної команди країни 91 матч, забивши 6 голів

## Кар'єра тренера
Розпочав тренерську кар'єру, повернувшись до футболу після невеликої перерви, 2006 року, очоливши національну збірну Бразилії.
Під керівництвом Дунги збірна була учасником розіграшу Кубка Америки 2007 року у Венесуелі, здобувши того року титул континентального чемпіона, розіграшу Кубка Конфедерацій 2009 року у ПАР, здобувши того року титул переможця турніру та чемпіонату світу 2010 року у ПАР. А олімпійська збірна Бразилії під його керівництвом здобула бронзові олімпійські нагороди на Олімпійських іграх 2008 року у Пекіні.
2 липня 2010 року подав у відставку після поразки своєї збірної в 1/4 фіналу чемпіонату світу від збірної Нідерландів.
Очолював збірну також у 2014 — 2016 роках, подав у відставку після провального виступу на Кубку Америки 2016.

## Статистика

### Клубна
| Чемпіонат | Чемпіонат        | Чемпіонат  | Ліга | Ліга                                    | Кубок            | Кубок            | Кубок ліги           | Кубок ліги           | Континент. змаг. | Континент. змаг. | Всього | Всього |
| Сезон     | Клуб             | Ліга       | Ігри | Голи                                    | Ігри             | Голи             | Ігри                 | Голи                 | Ігри             | Голи             | Ігри   | Голи   |
| Бразилія  | Бразилія         | Бразилія   | Ліга | Ліга                                    | Кубок Бразилії   | Кубок Бразилії   | Кубок Ліги           | Кубок Ліги           | Південна Америка | Південна Америка | Всього | Всього |
| --------- | ---------------- | ---------- | ---- | --------------------------------------- | ---------------- | ---------------- | -------------------- | -------------------- | ---------------- | ---------------- | ------ | ------ |
| 1982      | «Інтернасьйонал» | Серія A    | 1    | 0                                       |                  |                  |                      |                      |                  |                  | 1      | 0      |
| 1983      | «Інтернасьйонал» | Серія A    | 4    | 0                                       |                  |                  |                      |                      |                  |                  | 4      | 0      |
| 1984      | «Інтернасьйонал» | Серія A    | 5    | 0                                       |                  |                  |                      |                      |                  |                  | 5      | 0      |
| 1985      | «Корінтіанс»     | Серія A    | 13   | 1                                       |                  |                  |                      |                      |                  |                  | 13     | 1      |
| 1986      | «Сантус»         | Серія A    | 16   | 1                                       |                  |                  |                      |                      |                  |                  | 16     | 1      |
| 1987      | «Васко да Гама»  | Серія A    | 17   | 1                                       |                  |                  |                      |                      |                  |                  | 17     | 1      |
| Італія    | Італія           | Італія     | Ліга | Ліга                                    | Кубок Італії     | Кубок Італії     | Кубок Ліги           | Кубок Ліги           | Європа           | Європа           | Всього | Всього |
| 1987-88   | «Піза»           | Серія A    | 23   | 2                                       |                  |                  |                      |                      |                  |                  | 23     | 2      |
| 1988-89   | «Фіорентина»     | Серія A    | 30   | 3                                       |                  |                  |                      |                      |                  |                  | 30     | 3      |
| 1989-90   | «Фіорентина»     | Серія A    | 28   | 0                                       |                  |                  |                      |                      |                  |                  | 28     | 0      |
| 1990-91   | «Фіорентина»     | Серія A    | 33   | 1                                       |                  |                  |                      |                      |                  |                  | 33     | 1      |
| 1991-92   | «Фіорентина»     | Серія A    | 33   | 4                                       |                  |                  |                      |                      |                  |                  | 33     | 4      |
| 1992-93   | «Пескара»        | Серія A    | 23   | 3                                       |                  |                  |                      |                      |                  |                  | 23     | 3      |
| Німеччина | Німеччина        | Німеччина  | Ліга | Ліга                                    | Кубок Німеччини  | Кубок Німеччини  | Кубок німецької ліги | Кубок німецької ліги | Європа           | Європа           | Всього | Всього |
| 1993-94   | «Штутгарт»       | Бундесліга | 27   | 4                                       |                  |                  |                      |                      |                  |                  | 27     | 4      |
| 1994-95   | «Штутгарт»       | Бундесліга | 26   | 4                                       |                  |                  |                      |                      |                  |                  | 26     | 4      |
| Японія    | Японія           | Японія     | Ліга | Ліга                                    | Кубок Імператора | Кубок Імператора | Кубок Джей-ліги      | Кубок Джей-ліги      | Азія             | Азія             | Всього | Всього |
| 1995      | «Джубіло Івата»  | Джей Ліга  | 25   | 1                                       | 2                | 0                | -                    | -                    | -                | -                | 27     | 1      |
| 1996      | «Джубіло Івата»  | Джей Ліга  | 20   | 4                                       | 1                | 0                | 13                   | 0                    | -                | -                | 34     | 4      |
| 1997      | «Джубіло Івата»  | Джей Ліга  | 26   | 5                                       | 0                | 0                | 11                   | 1                    | -                | -                | 37     | 6      |
| 1998      | «Джубіло Івата»  | Джей Ліга  | 28   | 6                                       | 0                | 0                | 0                    | 0                    | -                | -                | 28     | 6      |
| Бразилія  | Бразилія         | Бразилія   | Ліга | Ліга                                    | Кубок Бразилії   | Кубок Бразилії   | Кубок Ліги           | Кубок Ліги           | Південна Америка | Південна Америка | Всього | Всього |
| 1999      | «Інтернасьйонал» | Серія A    | 15   | 1                                       |                  |                  |                      |                      |                  |                  | 15     | 1      |
| Країна    | Бразилія         | Бразилія   | 71   | 4\|\|\|\|\|\|\|\|\|\|\|\|\|\|71\|\|4    |                  |                  |                      |                      |                  |                  |        |        |
| Країна    | Італія           | Італія     | 170  | 13\|\|\|\|\|\|\|\|\|\|\|\|\|\|170\|\|13 |                  |                  |                      |                      |                  |                  |        |        |
| Країна    | Німеччина        | Німеччина  | 53   | 7\|\|\|\|\|\|\|\|\|\|\|\|\|\|53\|\|7    |                  |                  |                      |                      |                  |                  |        |        |
| Країна    | Японія           | Японія     | 99   | 16                                      | 3                | 0                | 24                   | 1                    | -                | -                | 126    | 17     |
| Всього    | Всього           | Всього     | 393  | 40                                      | 3                | 0                | 24                   | 1                    | 0                | 0                | 420    | 41     |

### Збірна
| Збірна Бразилії | Збірна Бразилії | Збірна Бразилії |
| Роки            | Ігри            | Голи            |
| --------------- | --------------- | --------------- |
| 1987            | 4               | 1               |
| 1988            | 0               | 0               |
| 1989            | 15              | 0               |
| 1990            | 6               | 1               |
| 1991            | 0               | 0               |
| 1992            | 0               | 0               |
| 1993            | 13              | 1               |
| 1994            | 13              | 1               |
| 1995            | 14              | 1               |
| 1996            | 0               | 0               |
| 1997            | 17              | 1               |
| 1998            | 9               | 0               |
| Всього          | 91              | 6               |

### Тренерська
| Командо        | з              | по             | Результати1 | Результати1 | Результати1 | Результати1 | Результати1 |
| Командо        | з              | по             | І           | В           | Н           | П           | П %         |
| -------------- | -------------- | -------------- | ----------- | ----------- | ----------- | ----------- | ----------- |
| Бразилія       | 24 липня 2006  | 2 липня 2010   | 59          | 42          | 12          | 5           | 71,19       |
| Бразилія (ол.) | 22 червня 2008 | 22 серпня 2008 | 8           | 7           | 0           | 1           | 87,50       |
| Всього         | Всього         | Всього         | 67          | 49          | 12          | 6           | 73,13       |

## Титули і досягнення

### Як гравця
- Чемпіон світу (U-20): 1983
- Чемпіон Південної Америки (U-20): 1983
- Срібний призер Панамериканських ігор: 1983
- Срібний олімпійський призер: 1984
- Володар Кубка Мітропи (1):

«Піза»: 1988
- Володар Кубка Америки (2):

Бразилія: 1989, 1997
- Срібний призер Кубка Америки (1):

Бразилія: 1995
- Чемпіон світу (1):

Бразилія: 1994
- Віце-чемпіон світу (1):

Бразилія: 1998
- Володар Кубка конфедерацій (1):

Бразилія: 1997

### Як тренера
- Володар Кубка Америки (1):

Бразилія: 2007
- Бронзовий олімпійський призер: 2008
- Володар Кубка конфедерацій (1):

Бразилія: 2009
- Переможець Суперкласіко де лас Амерікас (1):

Бразилія: 2014

### Особисті
- Найкращий гравець Джей Ліги: 1997